# 米子製鋼
米子製鋼株式会社（よなごせいこう）は鳥取県米子市に本社を置く、普通鋼から低合金鋼、高マンガン鋼、スーパー二相ステンレス鋼（SDSS）に至るまでの鋼を鋳鋼用に溶解精錬する大平洋金属グループの鉄鋼メーカーである。

## 概説
広島鉱山が1904年に払下げとなり、合資組織になった。1905年に合資会社米子製鋼所と改称、鳩印坩堝鋼の製造を始めたが、これがわが国民間坩堝鋼の開祖であり、製品の優良なことは普ねく人の知る所だった。1917年に株式会社米子製鋼所と改称する。
1919年に電気炉を新設、特殊鋼の外に鋳鋼の生産を併せて開始する。

## 沿革
- 1904年 - 坂口平兵衛が稲田秀太郎と共同で官営広島鉱山の払下を受け[8]、広島鉱山合資会社を設立し、木炭、銑鉄及び特殊鋼の製造を行う[9]。
- 1905年 - 合資会社米子製鋼所と改称し、鳩印坩堝鋼の製造を始める[9]。これが我国坩堝鋼の始まりであり、以来特殊鋼の生産に専念する[9]。
- 1917年 - 株式会社米子製鋼所と改組[8][9]。
- 1938年 - 日本曹達株式会社と合併[9]。
- 1949年 - 日本曹達株式会社から分離し、日曹製鋼株式会社と改称[9]。
- 1957年 - 日曹製鋼株式会社（現・大平洋金属）から分離し、株式会社米子製鋼所と改称[9]。
- 1985年 - 大平洋金属グループの全額出資により、株式会社米子製鋼所の資産買収並びに営業権の譲渡を受け、米子製鋼株式会社を設立[9]。

## 役員

### 『日本全国諸会社役員録 第27回』
- 取締役（代表）・坂口豊蔵[2]
- 取締役・稲田藤治郎、坂口惣五郎[2]
- 監査役・坂口平兵衛、坂口常次郎[2]

### 『日本全国諸会社役員録 第32回』
- 取締役（代表）・坂口豊蔵、遠藤光徳[10]
- 取締役・稲田藤五郎、坂口惣五郎、大立廉[10]
- 監査役・坂口常次郎、稲田秀太郎[10]

### 『日本全国諸会社役員録 第39回』
- 社長・坂口清太郎[3]
- 常務取締役・遠藤光徳[3]
- 取締役兼技師長・大立廉[3]
- 監査役・坂口武市[3]

### 『日本全国諸会社役員録 第43回』
- 社長・遠藤光徳[4]
- 取締役兼技師長・大立廉[4]
- 取締役・世良鹿之助、大洞錠三、吉森信直[4]
- 監査役・室田寅夫、武内寛次、山田民夫[4]